# آلساندرو کامن
آلساندرو کامن (ایتالیایی: Alessandro Camon؛ زادهٔ ۱۹۶۳) یک فیلم‌نامه‌نویس، تهیه‌کننده، و نویسنده اهل ایالات متحده آمریکا است.